# Linea Hokushin
La Linea Hokushin (北神線?, Hokushin-sen) è una linea della metropolitana di Kōbe, e costituisce un'estensione continua della linea Seishin-Yamate della metropolitana che collega la città bassa, presso Shin-Kōbe, con quella alta, nel quartiere di Kita-ku, attraversando quasi completamente in tunnel per circa 7 km le montagne.

## Stazioni
| Numero | Nome stazione | Giapponese | Distanza | Collegamenti                                                            | Posizione |
| ------ | ------------- | ---------- | -------- | ----------------------------------------------------------------------- | --------- |
| S01    | Tanigami      | 谷上       | 0.0      | Linea Shintetsu Arima                                                   | Kita-ku   |
| S02    | Shin-Kōbe     | 新神戸     | 7.5      | Metropolitana: Linea Seishin-Yamate (diretto) JR West: Sanyō Shinkansen | Chūō-ku   |